# ۸۸۷ (خورشیدی)
۸۸۷ هشتصد و هشتاد و هفتمین سال هجری خورشیدی است.